# Albert Seibel
Albert Seibel (Aubenas, 1844 – Aubenas, 5 febbraio 1936) è stato un agronomo e viticoltore francese che ha realizzato incroci ibridi di uve da vino europee (Vitis vinifera) con uve autoctone del Nord America. I suoi incroci sono conosciuti come uva Seibel.

## Biografia
Albert Seibel nacque nel 1844 a Pont-d'Aubenas, un distretto di Aubenas, nell'Ardèche, da genitori tedeschi, Georges Seibel e Louise Rochet. Suo padre era un bottaio e un mastro birraio. Il più giovane dei quattro fratelli - Charles Gustave, Antonin e Georges, studiò ingegneria agraria. Rimasto vedovo molto presto e senza figli, non si risposò. Ma si prese cura delle tre figlie di uno dei suoi fratelli, il massone Charles Gustave: Hélène, Juliette e Lydie, quando quest'ultimo morì all'età di 74 anni. Propose il matrimonio alla cognata allora vedova, la giovane Marie Honfestetter, ma la donna rifiutò.
Nel 1895, fondò una scuola per insegnare metodi di innesto.
Morì il 5 febbraio 1936, nella sua città di Aubenas.

## Programma di ibridazione
Nel 1860 la peste della fillossera ridusse la produzione vinicola europea di oltre i due terzi. Poiché il parassita ebbe origine nel Nuovo Mondo, l'incrocio tra lo stock americano e le varietà europee Vitis vinifera fu uno dei promettenti tentativi di contenere il disastro. Le viti prodotte da questa ibridazione non producevano necessariamente vini migliori, ma producevano ceppi di vite che potevano sopravvivere meglio agli attacchi di fillossera.
Seibel e la sua azienda produssero oltre 16.000 nuovi ibridi, con quasi 500 varietà che furono poi coltivate commercialmente. Usò spesso l'ibrido Jaeger 70, un incrocio tra Vitis lincecumii e Vitis rupestris prodotto da Hermann Jaeger. Alcune delle uve Seibel più famose sono Aurore (Seibel 5279), Cancelliere (Seibel 7053), Chelois (Seibel 10878), De Chaunac (Seibel 9549).
Le sue uve furono ampiamente piantate in Francia e Brasile. Tuttavia, tranne che in paesi come il Canada e gli Stati Uniti, l'uva Seibel è caduta in disgrazia negli ultimi anni, in parte a causa delle restrizioni al diritto europeo.